# 新協劇団
新協劇団（しんきょうげきだん）は、かつて日本に存在した劇団である。1934年に結成、1940年に弾圧によって解散させられた新協劇団（第1次）と、1946年に再建され、1959年に東京芸術座に再編されるまでの新協劇団（第2次）とがある。本項では両劇団について解説する。

## 概要

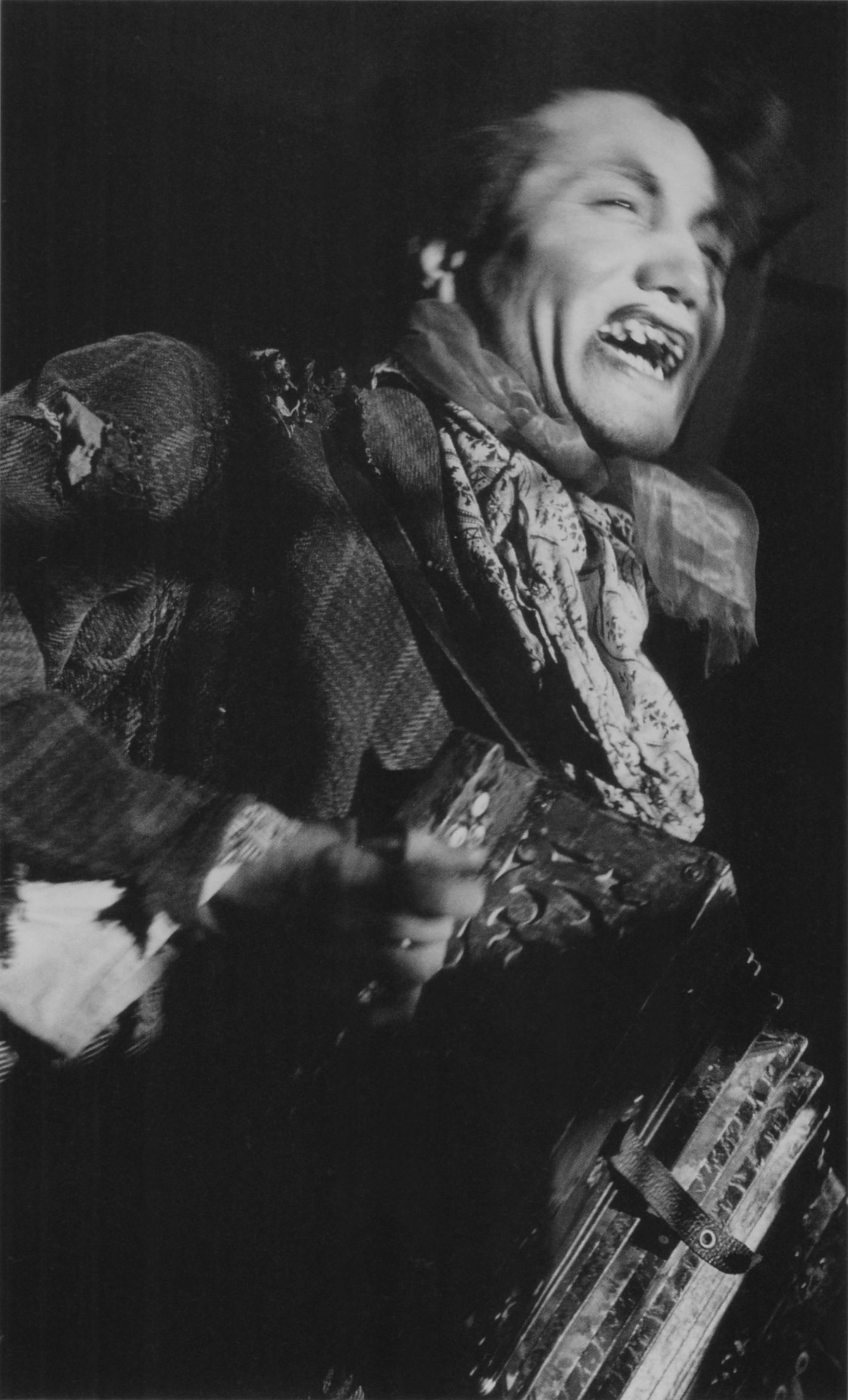
「どん底」(1937年1月に大阪朝日会館で新協劇団によって公演された演劇『どん底』〈原作・ゴーリキー、演出・村上知義〉より、安井仲治撮影)

1934年に新協劇団が結成されたことにより、同じく築地小劇場を本拠にする千田是也らの新築地劇団と併存することになったが、双方が競いあいながら、従来の新劇運動やプロレタリア演劇運動の枠組みを超える新たな領域を切り拓いた。戦前の代表的な舞台として、久保栄『火山灰地』、ゴーリキーの「どん底」、本庄陸男原作『石狩川』、ゲーテの『ファウスト』、シラーの『群盗』などがあげられる。戦後の主な演目として、モリエールの『タルチュフ』、『桜の園』、徳永直原作『静かなる山々』などがある。

## 新協劇団（第1次）
1934年9月、新協劇団（第1次）は、日本プロレタリア演劇同盟（プロット）が解体した後の村山知義による「新劇団大同団結の提唱」を受けて結成された。参加したのは、中央劇場（左翼劇場の後身）の大半、新築地劇団の一部、美術座の全員であった。発足後の主なメンバーとしては、秋田雨雀、村山知義、松本克平、三島雅夫、細川ちか子、赤木蘭子、原泉、信欣三、久板栄二郎、小沢栄太郎、久保栄、滝沢修、宇野重吉、小杉義男らがあげられる。同年11月、村山知義脚色の「夜明け前・第一部」により旗揚げ公演。小田切みきも子役として出演している。追って、1935年に杉本良吉、1936年以降、下條正巳、仲みどり、北林谷栄、松村達雄、真山美保、山本安英らが参加した。劇団の演出家であった杉本良吉が1938年1月3日劇団員ではない岡田嘉子とともに、樺太国境を越えてソ連に亡命する。1938年3月23日、河野鷹思舞台装置による『春香伝』を築地小劇場で上演（4月27日大阪朝日会館で上演）。
個々の団員は、映画にも進出し、1939年には東宝映画との提携作品『初恋』（村山知義脚本・監督、ユージン・オニール原作、滝沢修、赤木蘭子、三島雅夫、橘澄江、野々村潔、若原春江出演）を製作した。1940年2月2日から3月18日まで『大仏開眼』。
1940年8月19日、村山知義、久保栄、滝沢修ら劇団関係者26名が逮捕された。逮捕者は、他に、秋田雨雀、久板栄二郎、小沢栄太郎、三島雅夫、松本克平、信欣三、宇野重吉、細川ちか子、赤木蘭子、原泉。逮捕は、支援組織にも及び、大阪で関西後援会4名、広島後援会の9名、島根で山陰後援会の10名他が逮捕。この後援会の逮捕者の中には、はだしのゲンの原作者、中沢啓治の実父、中沢晴海も含まれていた。旧劇団員は情報局の下日本移動演劇連盟に参加した。
1940年8月20日、警視庁特高第一課は劇団代表者であった長田秀雄を呼び出し、社会主義思想を基調とした新協劇団を自発的に解散するように強要した。このことを受け、同年8月22日、新協劇団は解散を決議した。

### エピソード
- 1940年4月13日と4月14日にNHK放送技術研究所のテレビ実験放送として制作された日本初のテレビドラマ『夕餉前』に劇団員の原泉、野々村潔、関志保子が生出演。
- 粟津潔は、友人の紹介で、1954年再演された「石狩川」のポスターを担当するが、これが粟津の初仕事となった。以後、新協劇団他のポスターを担当する[9]。

### 出版物
- 『演劇論』（新協劇団編著、三笠書房、唯物論全書、1936年）
- 『新協劇団』（新協劇団著、新協劇団刊、1939年）
- 『新協五週年史』（新協劇団著、新協劇団刊、1939年）

## 新協劇団（第2次）
1946年1月19日、村山知義を中心に再建された新協劇団（第2次）には、すでに東京芸術劇場を結成していた久保栄、滝沢修らは不参加の一方、土方与志、移動演劇「桜隊」から佐野浅夫、八田元夫、移動劇団「瑞穂劇団」にいた宇野重吉、同じく移動劇団をしていた井上正夫が井上演劇道場を解散し、加盟するなどの動きもあった。1946年9月に新協劇団と東京芸術劇場合同による「どん底」を帝劇で上演。戦後、千石規子、岡田英次、清村耕次、下條正巳、灰地順、杉浦直樹、内田良平らが入団することになるが、宇野重吉は、1947年に民衆芸術劇場（劇団民藝の前身）を創設して退団。1948年には、脚本家として成功する寺島アキ子が入ってきたが、日本共産党の「50年問題」などの影響を受けて分裂し、1951年、薄田研二らが中央芸術劇場を創設、1952年には岡田英次が脱退して「青年俳優クラブ」（後の劇団青俳）を結成するなどして、弱体化した。1957年の今井正監督の映画『純愛物語』にもエキストラなどで出演した。1959年1月15日、薄田研二らの劇団中芸（中央芸術劇場を改称）と統合し、東京芸術座として再出発することにより、「新協劇団」としての歴史に終止符を打った。

### 関連文献
- 村山知義「一つの足跡--トランク劇場から新協劇団まで」『民主評論』1948年9月号）
- 村山知義「トランク劇場から新協劇団まで」『民主評論』1948年10月号）
- 押川昌一『敗戦の象徴--新協劇団論劇団論」『日本演劇』1949年3月号）
- 長橋光雄「『人間製本』からの若干の問題--新協劇団公演評」『テアトロ』1949年6月号）
- 松尾哲次「戦前の新協劇団の活動--俳優座ゼミナールに於ける講演」『劇作』1949年7月号）
- 高沢辰郎「文学座アトリヱ第2回発表会--新協劇団『雷雨』」『日本演劇』1949年12月号）
- 今尾哲也「芸術は技術の上に成立する--新協劇団の『敵』」『演劇評論』1955年5月号）